# Johan Adolf Löwenhult
Johan Adolf Löwenhult, född 24 juni 1684 i Skåne, enligt inskription på det Löwenhultska vapnet i Tenala kyrka död 6 juli 1754 i Olsbölegård i Tenala, var en svensk militär och adelsman. Löwenhult var son till kvartermästare Daniel Hult och Karin (Karna) Påhlsdotter samt bror till ryttmästare Joachim Hult och Kinaresenären Påhl Hult.
Sina första år växte han upp på kvartersmästarbostället i Starby församling (L-län).Efter faderns död 1686 flyttade han med modern till Ystad. Studerade vid Ystads Latinskola 1703. Löwenhult startade sin militära karriär före 1703 som korpral vid Skånska tremännings regementet till häst. Han studerade vid Lunds Universitet fram till 1705. 1707 blev han kommenderad till huvudarmén i Polen. Löwenhult tillhörde Södra Skånska kavalleriregementet vid slaget i Poltava 1709 och var med Karl XII i Bender 1709-1715.
1711 utnämnd till adjutant vid Benderska regementet. Han återvände till Stralsund 1715 efter Karl XII:e. Löwenhult deltog i Axel Gyllenkroks rekognoseringsstyrka som tillfångatogs av ryska styrkor ledda av överste Karpatov vid Czernowitz. Endast ett fåtal av de 200 svenskar som deltog lyckades fly och återvända till Bender, en av dessa var Löwenhult. 1713 blev han tillfångatagen vid kalabaliken i Bender. 1715 Tillfångatogs Johan Adolf Löwenhult av danskarna till sjöss på vägen från Pommern till Skåne. Fängslad i Köpenhamn under nitton månader tillsammans med tio andra svenska officerare. Han köpte sig själv fri från fångenskapen och återvände till Sverige 1716. Erhöll Ryttmästarfullmakt 1718 vid Smålands Kavalleriregemente, därefter Ryttmästare vid Westgiöta tremänningsregementet till häst 1718–1721. Adlad Löwenhult 1719-11-20. Introducerad år 1723 med nummer 1758 enligt den introducerade svenska adelns ättartavlor.
Från 1721 var han kompanichef vid Björneborgs infanteriregemente. 1723 till 1741 kompanichef vid Cumo Kompani samma regemente. 1741 erhöll han avsked som Överstelöjtnant. Under sin militära karriär deltog Löwenhult i Fältslagen vid Holofzin och Poltava samt krigstillfällena vid Opschnaja,Veprik,Schenkowe,Staro,Lubbilack samt försvarandet av Stralsund 1715 . Han deltog också i Norska kampanjen 1718-1719 . Han var gift med Lovisa Eleonora Gyllenlood, född 1698 från Dorpat i Estland, dotter till generalmajor Hans Johan Gyllenlood och Sophia Elisabeth Staël von Holstein.Under åren 1740-41 representerade han Ridderskapet och Adeln som riksdagsman.                             Erhöll 1751 Svärdsorden.
Löwenhult var bosatt på Olsbölegård i Tenala socken fram till sin död 1754. Lovisa Eleonora sålde Olsbölegård år 1757 till kapten Carl Fredrik Toll enligt Snappertuna fornminnesförening.